# Кањи (Беневенто)
Кањи је насеље у Италији у округу Беневенто, региону Кампанија.
Према процени из 2011. у насељу је живело 261 становника. Насеље се налази на надморској висини од 204 м.